# NHK World Rádio Japão
NHK World Rádio Japão é uma emissora de rádio internacional da empresa pública de radiodifusão nipônica NHK. Foi criada em 1935. Transmite sua programação por onda curta em 17 idiomas, incluindo o português, o espanhol, e o inglês.

## Serviços
A NHK World Rádio Japão oferece dois serviços:
- O General Service, que transmite internacionalmente em japonês e em inglês.
- O Regional Service, que transmite para regiões geográficas específicas em 17 idiomas: inglês, árabe, bengali, chinês, francês, hindi, indonésio, coreano, português, russo, espanhol, suaíli, siamês, urdu, e vietnamita.[2]

## Emissoras
A NHK World Rádio Japão faz as suas transmissões ao vivo com uma emissora de onda curta, chamada Yamata, localizada na província de Ibaraki. Além dela, a emissora conta com repetidoras da BBC no Reino Unido, Ilha de Ascensão e Singapura, da Rádio França Internacional na Guiana Francesa, da Rádio Nederland em Bonaire, da Rádio Canadá Internacional no Canadá, assim como possui estações instaladas no Gabão, Sri Lanka e Emirados Árabes Unidos.

### Transmissões em português
As programação em português da NHK World Rádio Japão é transmitida diariamente em um horário, com 30 minutos de duração, em ondas curtas para a América Latina. A transmissão da NHK é realizada a partir da estação repetidora da WHRI, em Cypress Creek, Carolina do Sul, nos Estados Unidos.[carece de fontes?] A emissora também transmite sua programação via satélite para as Américas, Europa e parte da África, Ásia e Oceania pelos satélites Intelsat 19, 20 e 21. A NHK também disponibiliza um aplicativo para os sistemas operacionais Android e iOS, além da transmissão pela internet.

#### Horários e frequências
| Emissora              | Frequência(s) | Faixa | Horário(s)          | Ref.  |
| --------------------- | ------------- | ----- | ------------------- | ----- |
| NHK World Rádio Japão | 6195 kHz      | 49m   | 06:00-06:30 (UTC−3) | [ 7 ] |